# Praecystammina
Praecystammina es un género de foraminífero bentónico de la subfamilia Ammosphaeroidininae, de la familia Ammosphaeroidinidae, de la superfamilia Recurvoidoidea, del suborden Lituolina y del orden Lituolida. Su especie tipo es Praecystammina globigerinaeformis. Su rango cronoestratigráfico abarca desde el Santoniense hasta el Campaniense (Cretácico superior).

## Discusión
Clasificaciones previas incluían Praecystammina en la superfamilia Haplophragmioidea, así como en el suborden Textulariina del orden Textulariida, o en el orden Lituolida sin diferenciar el suborden Lituolina.

## Clasificación
Praecystammina incluye a la siguiente especie:
- Praecystammina globigerinaeformis